# جو (ممثلة)
جو (هانغل: JOO) هي مغنية وممثلة كورية جنوبية، ولدت في 11 أكتوبر 1990 في منطقة مابو ‏ في كوريا الجنوبية.

## وصلات خارجية
- الموقع الرسمي
- جو (ممثلة) على موقع ميوزك برينز (الإنجليزية)